# Трёхизбенка
Трёхизбенка (укр. Трьохізбенка) — посёлок городского типа в Счастьинском районе Луганской области Украины. До 2022 года было подчинёно Счастьинской военно-гражданской администрации. До 7 октября 2014 года относилось к Славяносербскому району Луганской области. Является центром Трёхизбенского Старостинского округа, действие которого распространяется на территорию сёл: Трёхизбенка Кряковка,и Орехово-Донецкое.
С 26 февраля 2022 года село находится под контролем ВС РФ.

## Географическое положение
Село расположено в среднем течении реки Северский Донец на её левом берегу. Вытянут вдоль реки с запада на юго-восток.
Северо-восточная и северная части посёлка лежат на склоне долины Северского Донца. Остальная территория посёлка — пойма и надпойменная терраса, которая в пределах населённого пункта выражена плохо из-за хозяйственной освоенности.
По северной окраине села проходит песчаная боровая терраса Северского Донца, которая тянется от низовья реки Красной в Северодонецк до низовья реки Глубокой.
Расстояние до районного центра — 8 км. Через село проходит автомобильная дорога Т13-15—Райгородка—Славяносербск—Михайловка.

## История
Ранее 1647 года на месте будущего городка, очевидно, существовало небольшое поселение, состоявшее из 3 изб: 27 мая 1647 года атаман донской станицы К. С. Степанов сообщил Москве, что он и его казаки: 
«… выше Айдару, а ниже Боровой в казачьем юрту у Трёх Изб переехали… татарскую сакму (тропу).»
Т.о. по состоянию на 1647 год на месте современного села было расположено небольшое казачье поселение. Городок возник позже: в 1670-е гг. (по данным Филарета (Гумилевского) в 1680, по данным М.Пушкина и М.Кологривова в 1675, по данным В.Иванова в 1672).
Казаками Трехизбянского городка были Кондратий Булавин и его ближайший сподвижник Лука Хохлач. Казаки городка составили примерно треть от числа напавших и убивших князя Ю. В. Долгорукого. За активнейшее участие в поддержке Булавина городок был у казаков отнят и вся местность была передана в ведение слобожан. Хотя и после этого казаки по привычке пытались в местных лесах на берегу Северского Донца рубить лес для своих нужд (в частности для «починки и постройки палисадника города Черкасска»), но постоянно получали отказ.
В дальнейшем слобода Трехизбенка являлась центром волости Старобельского уезда Харьковской губернии Российской империи.
Согласно постановлению Верховной рады, село было переподчинено Новоайдарскому району.26 февраля 2022 года, в ходе российского вторжения, село было занято силами Народной милиции ЛНР.

## Культурные объекты
- Музей боевой славы Трёхизбенской общеобразовательной школы, основан в 1968 году решением исполкома Трёхизбенского сельского совета.
- Сельский дом Культуры Трёхизбенского Староского округа в Счастьинском районе Луганской области основан в 1968 году решением исполкома Трёхизбенского сельского совета.
- Памятник Кондратию Булавину (бронза, 1998).

## Объекты социальной сферы
- Трёхизбенская общеобразовательная школа[5].
- Трехизбенская амбулатория общей практики семейной медицины Счастьинского районно-территориального объединения.
- Трехизбенское отделение Укрпочты 93710 в Счастьинском районе Луганской области.

## Известные жители
- Кондратий Афанасьевич Булавин
- Гончаров, Сергей Васильевич